# Contrato de cero horas

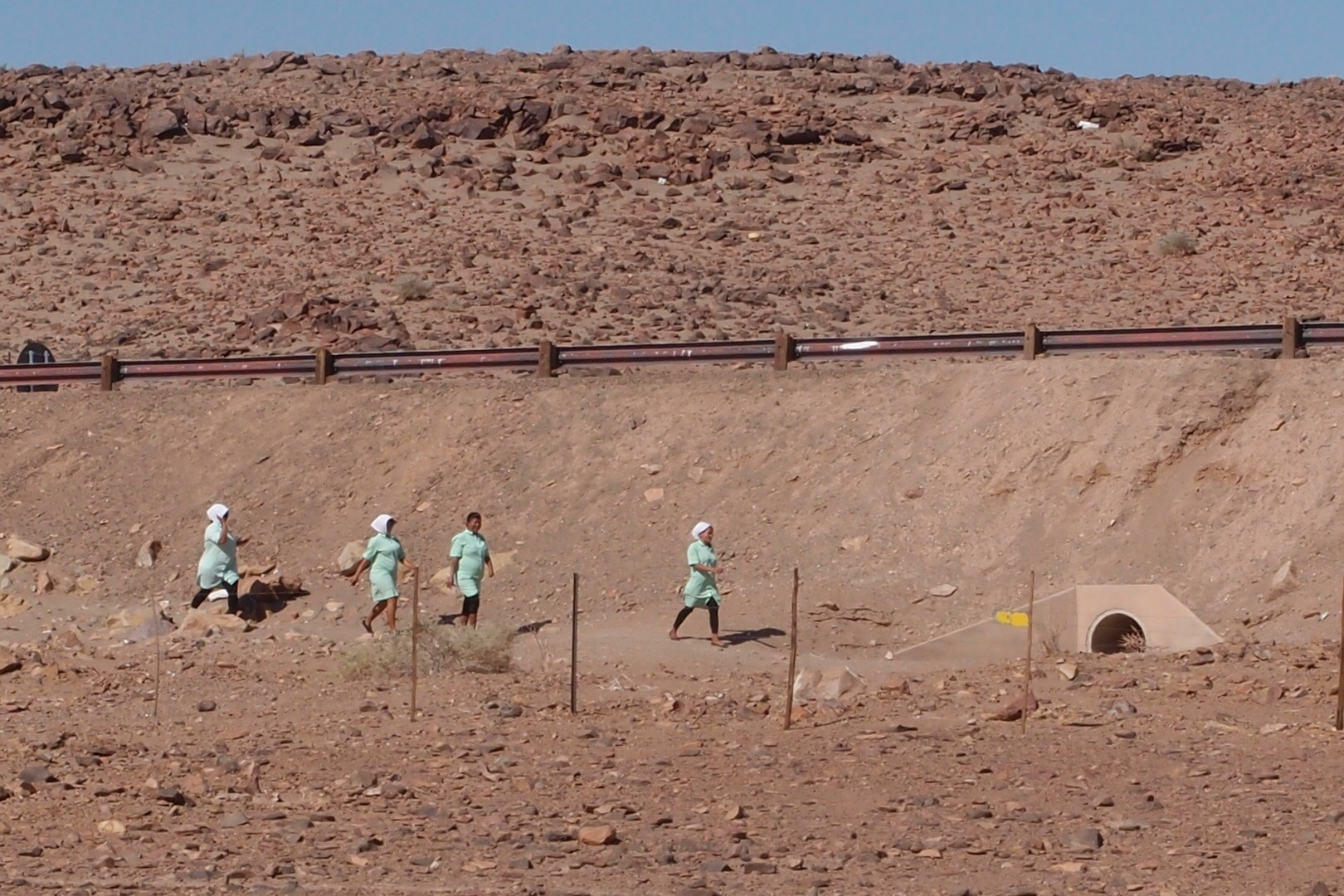
Cuatro empleadas de hotel atraviesan el desierto de Namibia para acudir a su trabajo. El sector hotelero del Reino Unido utiliza muy frecuentemente los contratos de cero horas.

Un contrato de cero horas es un tipo de contrato entre un empleador y un trabajador por el que el empleador no está obligado a proporcionar un mínimo número de horas de trabajo, y el trabajador está obligado a aceptar cualquier trabajo que le ofrezcan. El trabajador puede firmar un contrato de este tipo con el objetivo de estar disponible para trabajar cuando se lo requieran, de modo que no se especifica ni un número de horas diarias ni los intervalos horarios en que se trabajará.
Según la jurisdicción y las condiciones del trabajo, un contrato de cero horas puede ser distinto del trabajo ocasional (contingent work, una figura poco frecuente en español, que no debe confundirse con el trabajo a tiempo parcial o el trabajo informal, en el que no hay contrato). Estos contratos se utilizan a menudo en agricultura, hoteles, cáterin, educación y sanidad. Suelen consistir en que el trabajador está disponible, y es llamado por teléfono para decirle las horas que va a trabajar el día de la llamada o los días siguientes. El término «contrato de cero horas» se utiliza para referirse a la práctica de organizar así los turnos de trabajo, aunque sea solamente un contrato lo que permite esta organización.
El término zero-hour contract (en español, contrato de cero horas) se utiliza principalmente en el Reino Unido, donde alrededor del 3 % del personal tiene este tipo de contrato. No obstante, en muchos otros países, trabajadores contingentes y trabajadores a tiempo parcial tienen condiciones contractuales similares. Por extensión, a los empleos donde se utiliza esta fórmula se los denomina «empleos de cero horas».

## Reino Unido
En el Reino Unido, según la Ley nacional de salario mínimo de 1998, a los trabajadores con un contrato de cero horas se les debe pagar el salario mínimo por hora computando las horas que permanecen en espera, las horas que trabajan y las horas en que no pueden trabajar por enfermedad o avería de los sistemas de la empresa (downtime). Antes de la introducción de la Regulación del tiempo de trabajo de 1998 y la Regulación nacional del salario mínimo de 1999, se usaban a veces los contratos de cero horas para que parte del personal marcara la salida en el reloj de fichar (y dejara así de cobrar) durante periodos tranquilos, pero reteniendo a esas personas en el lugar de trabajo, de modo que, cuando se presentara más tarea, marcaran una nueva entrada en el reloj de fichar y volvieran a la labor. La Regulación nacional del salario mínimo de 1999 requiere que los empresarios (empleadores) paguen el salario mínimo nacional a los trabajadores a los que se requiere permanecer en el lugar de trabajo incluso si no hay ninguna tarea que realizar.
Antes a algunos empleados con contrato de cero horas les decían que necesitaban permiso de su empresario para aceptar otro trabajo, pero esta práctica fue prohibida por la legislación que el Reino Unido promulgó en mayo de 2015. En el caso Autoclenz Ltd versus Belcher [2011], el Tribunal Supremo británico sentó jurisprudencia sobre trabajadores con contrato de cero horas. Lord Clarke afirmó en el párrafo 35 de la sentencia que, en relaciones laborales caracterizadas por la desigualdad en el poder de negociación, la redacción de un contrato puede no representar verazmente su alcance legal. En 2013 Supperstone J aplicó este mismo razonamiento ante el Tribunal Laboral de Apelación para sostener que un guardia de seguridad con un contrato de cero horas tenía derecho a un patrón laboral estable: los términos en los que estaba escrito el contrato eran inválidos. Todo esto indica que los contratos de cero horas pueden infringir la ley, y por tanto los trabajadores pueden tener derecho a demandar sus patronos por disminuirles ilegalmente el sueldo si estos trabajadores están en disposición de trabajar y desean hacerlo.
En 2011 se daban frecuentemente contratos de cero horas en muchos sectores de la economía del Reino Unido:
- En hoteles y restaurantes, en el 19 % de todos los lugares de trabajo (cuando en 2004 solo era el 4 %).
- En el sector sanitario, en el 13 % (frente a un 7 % en 2004).
- En el sector educativo, en el 10 % (frente un 1 % en 2004).

Para trabajadores de atención domiciliaria se informaba de una incidencia de hasta el 55,7 % de todos los trabajadores durante el periodo 2008–2012.
En septiembre de 2017, la Oficina para Estadística Nacional del Reino Unido estimó que había más de 900 000 trabajadores con contratos de cero horas (el 2,9 % de los empleados), una subida desde los 747 000 del año anterior, con más de 1,8 millones de estos contratos (porque algunas personas pueden tener más de uno). Además en 1,3 millones de ellos no se trabajó ninguna hora. Algunos analistas opinan que el número de tales contratos puede estar subdeclarado, porque muchas personas pueden confundirlos con trabajo ocasional, y no declararlos como temporales. El Instituto Oficial de Personal y Desarrollo (CIPD por sus siglas en inglés, una especie de colegio oficial de gestores de recursos humanos), basándose en una encuesta a 1 000 trabajadores, informó en agosto de 2013 de que hasta 1 millón de trabajadores en el Reino Unido, 3-4 % del personal, trabajaban en los términos de un contrato de cero horas. Basándose en una encuesta a 5000 de sus miembros, Unite, el segundo mayor sindicato de Gran Bretaña, estima que hasta 5,5 millones de trabajadores están sujetos a contratos de cero horas, el 22 % de los empleados del sector privado. La encuesta, elaborada por la empresa Mass 1, mostró que los contratos de cero horas se daban más en el noroeste de Inglaterra, en trabajadores jóvenes y en trabajo agrícola. A menudo los trabajadores declararon que les negaban vacaciones pagadas (lo que es ilegal) y, en la mayoría de los casos, permiso por enfermedad. El Sindicato Nacional de Granjeros, que representa a los propietarios agrícolas, apoya los contratos de cero horas porque opina que ofrecen la flexibilidad necesaria para tareas como cosechar.
Según la investigación del CIPD aproximadamente el 38 % de los empleados con contrato de cero horas se consideran empleados a tiempo completo, al trabajar 30 horas o más por semana. Mientras el 66 % de los así contratados estaban contentos con el número de horas que trabajaban, el 16 % pensaba que no tenía oportunidad de trabajar las horas suficientes. Aproximadamente el 17 % de los empleadores privados utilizaron contratos de cero horas, mientras que los utilizó el 34 % de las organizaciones benéficas y el 24% de los empleadores públicos. Estos contratos se usaban frecuentemente en hoteles, cáterin y ocio (48 %), educación (35 %) y sanidad (27 %).

La ley británica establece una distinción entre un mero «trabajador» y un «empleado»: un empleado tiene más derechos legales que un trabajador. Puede no estar claro si una persona que trabaja con un contrato de cero horas es un empleado o un trabajador. Sin embargo, incluso en casos donde el texto literal del contrato de cero horas designa la persona como «trabajador», los tribunales han inferido que en realidad es un empleado, basándose en la mutualidad de obligación entre él y quien lo contrata. Esta diferencia entre trabajador y empleado no existe en otras legislaciones, como la española.
De esta forma, a la hora de decidir si un contrato de cero horas confiere estatus de empleado, el redactado del contrato no determinará si hay, en la práctica, una mutualidad de obligaciones. El tribunal examinará de cerca la realidad del acuerdo. Si la realidad es que hay un patrón regular de trabajo que es habitualmente aceptado, el tribunal puede considerar que el contrato otorga estatus de empleado.
En marzo de 2015, la Ley de pequeños negocios, empresas y empleo de 2015 recibió el Consentimiento real. En una fecha por determinar, la sección 153 de dicha ley enmendará la Ley de derechos laborales de 1996, de modo que las condiciones de exclusividad en los contratos de cero horas ya no serán aplicables. La normativa puede especificar otras circunstancias en las que los empleadores no tienen la capacidad de restringir lo que pueden hacer los trabajadores sujetos a estos contratos.

### Seguridad social
En el Reino Unido los contratos de cero horas proporcionan las siguientes prestaciones básicas de seguridad social (en otros países puede ser distinto):
- Permiso por paternidad o maternidad
- Vacaciones
- Seguro de salud

Si en un contrato de cero horas el empleado gana menos de 5772 libras esterlinas (£) al año, no generará derechos para una futura pensión de jubilación.

### Empleadores en el Reino Unido
Los contratos de cero horas se utilizaron cada vez más tras la Crisis financiera de 2008 en los sectores público, privado y tercer sector (organizaciones sin ánimo de lucro) del Reino Unido:
- Sports Direct, una cadena de tiendas, tiene al 90 % de sus trabajadores con contratos de cero horas.[20]
- En agosto de 2013 el diario The Guardian informó que J D Wetherspoon, una de las mayores cadenas de pubs más grande del Reino Unido, tenía a 24 000 trabajadores, el 80 % de su personal, con contratos sin garantía de trabajar cada semana.[21]
- El 90 % del personal de McDonald's en el Reino Unido —82 000 trabajadores— tiene contrato de cero horas. Según un portavoz de la empresa, todo el trabajo se planifica por adelantado, sin empleados «a la espera de una llamada», y satisface las necesidades de los trabajadores que desean o necesitan un horario flexible.[22] En 2016 la compañía ensayó la posibilidad de pasar a otro tipo de contratos, pero más del 80 % del personal la rehusó.[23]
- Hobbycraft utiliza contratos de cero horas para la mayoría de su personal de distribución en Burton upon Trent.
- Una franquicia importante de los restaurantes Subway también utiliza estos contratos, que especifican: «La compañía no tiene ningún deber de proporcionarle trabajo. Sus horas del trabajo no están predeterminadas y le serán notificadas por adelantado semanalmente, tan pronto como sea razonablemente posible, por su director de tienda. La compañía tiene el derecho de requerirle trabajar por períodos diversos o extensos de vez en cuando.» A los trabajadores de Subway también se les impone, como condición para emplearles, renunciar al máximo de 48 horas que pueden trabajarse por semana.[20] En otros países ese derecho es irrenunciable.[24]
- Los franquiciados de Burger King y Domino's Pizza en el Reino Unido utilizan extensamente estos contratos.[25]
- Spirit Publ Company tiene 16 000 empleados con contratos de cero horas.[26]
- Boots UK tiene 4 000.[26]
- El Palacio de Buckingham, que en verano emplea a 350 trabajadores estacionales, también los utiliza.[15][27]
- La Fundación Nacional para Lugares de Interés Histórico o Belleza Natural, un organización sin ánimo de lucro que gestiona amplios lugares históricos y reservas naturales en Inglaterra, Gales e Irlanda del Norte, que deben hacer frente a una meteorología muy variable (que en el caso de ser adversa reduce mucho los visitantes), utiliza contratos de cero horas, pero con los mismos beneficios y salario que los empleados permanentes.[15] Las Tate Galerías también se sirven de estos contratos.[6]
- Todo el personal no administrativo de las cadenas de cines Curzon y Everyman.[28]
- Cineworld, una importante cadena de cines, utiliza estos contratos de cero horas para 3 600 trabajadores, aproximadamente el 80 % de su personal, y Stephen Wiener, el fundador, declaró en agosto de 2013 que continuará utilizándolos.[29]
- La compañía de alquiler de coches Hertz emplea contratos anuales de cero horas, en vez de contratos garantizados, para ahorrar en costes los meses de invierno. Se espera que el personal de cero horas trabaje avanzada la tarde o el fin de semana, porque el personal a tiempo completo tiempo lleno no quiere trabajar en esos intervalos,
- Todo el personal no administrativo de Yo! Sushi tiene contratos de cero horas, pese a publicitarios falsamente como de tiempo completo.[30]

La encuesta de relaciones laborales confeccionada por el Gobierno del Reino Unido en 2004 y 2011 muestra que la proporción de lugares de trabajo con empleados con contratos de cero horas ha aumentado del 4 % en 2004 al 8 % en 2011. La encuesta halló que las mayores compañías tienen mayor probabilidad de utilizar estos contratos: el 23 % de los lugares de trabajo con 100 o más empleados utilizó dichos contratos en 2011, comparado con el 11 % de aquellos con entre 50 y 99 empleados, y solo el 6 % de aquellos con menos de 50 empleados.

### Críticas
En el Reino Unido los contratos de cero horas son polémicos. Los dirigentes empresariales británicos los han apoyado, afirmando que proporcionan un mercado laboral flexible. Pueden convenir a algunas personas como jubilados (hay países donde, si un jubilado trabaja, puede perder su pensión) y estudiantes que buscan ingresos ocasionales y son capaces de ser enteramente flexibles respecto al momento en que trabajan. Se ha informado de que el 60 % de las personas con contratos de cero horas están satisfechas con las horas trabajadas. Sindicatos y otros han expresado su preocupación por la posibilidad de explotación y de uso de tales contratos por los directivos como herramienta para premiar o castigar a los empleados por cualquier razón, significativa o trivial. También temen que estos contratos dificulten a los trabajadores el ejercicio de sus derechos laborales o el mantenimiento de relaciones laborales decentes.
Un documental de Channel 4 (Reino Unido), emitido el 1 de agosto de 2013, empleó cámaras ocultas en el almacén de Amazon en Rugeley para documentar abusos laborales y afirmó que la empresa utilizaba los «polémicos» contratos de cero horas como herramienta de represalia contra el personal, «etiquetaba» a los empleados mediante GPS y los sometía a duras condiciones de trabajo.
Los trabajadores sujetos a contratos de cero horas son susceptibles de ser explotados porque les pueden denegar carga de trabajo en cualquier momento y por cualquier razón, como que en un determinado momento el trabajador rehúse trabajar. Que el trabajador con contrato de cero horas rechace en un momento determinado una petición de la empresa para que trabaje puede resultar en que, durante un periodo prolongado, la empresa no le pida que trabaje, mermando así considerablemente los ingresos del trabajador. En el congreso de los sindicatos británicos se afirmó que en 2014 millones de trabajadores seguían atrapados en empleos mal pagados altamente inseguros, donde el trato inadecuado es lo habitual y están limitadas las perspectivas de escape. Debido a la incertidumbre de los horarios de estos contratos, presentan dificultades para los trabajadores con niños, por lo complicado de encontrar quién los cuide mientras sus progenitores trabajan. El uso rápidamente creciente de estos contratos fue el tema de una serie de artículos publicados a finales de julio de 2013 por el periódico The Guardian, y también en ese año se preocupó la Cámara de los Comunes.
Vince Cable, ministro de empresa, consideró un control más estricto de los contratos de cero horas, pero descartó su prohibición. Los diputados laboristas Alison McGovern y Andy Sawford han promovido su prohibición o su mejor regulación.

El Instituto de Directores, una organización profesional de dirigentes empresariales británicos, ha defendido estos contratos por proporcionar un mercado laboral flexible, citando la carencia de flexibilidad en Italia y España. Jacob Rees-Mogg, diputado, ha argumentado también que benefician a los empleados, incluidos estudiantes, al proporcionarles flexibilidad, y podrían facilitar una vía hacia un empleo más estable. Maite Baron escribió en Entrepreneur: 
El probado «modelo de Hollywood» se está extendiendo a otras industrias. Mientras los contratos de cero horas son particularmente comunes en la venta al por menor y la comida rápida, otros sectores donde la carga de trabajo es imprevisible, como las industrias creativas (publicidad, relaciones públicas, películas y diseño), han empleado durante mucho tiempo, mediante «contratos por proyecto», trabajadores freelance para tratar los altibajos y los requisitos concretos de habilidades para proyectos individuales. Pensemos en una película de Hollywood. Guionista, director, actores, extras, maquilladores, de hecho todo el mundo, tiene contrato solo hasta que se completa la película. Después cada cual tiene que encontrar el siguiente contrato. Es una tendencia que se está extendiendo a otros sectores menos «artísticos».
En 2016, varias cadenas del Reino Unido que habían utilizado ampliamente los contratos de cero horas anunciaron que los abandonarían por etapas durante 2017. Entre ellas Sports Direct, Curzon o Everyman. Sin embargo Cineworld, otra importante cadena de cines que también posee Picturehouse, ha estado en el punto de mira por continuar usando estos contratos, pese al eco que han tenido las protestas por los salarios en el cine Ritzy de Londres.

## Australia
En Australia no están permitidos los contratos de cero horas, pero la explotación laboral se realiza a través de contratos temporales injustificados o incluso a través de falsos autónomos.

## Canadá
Los contratos laborales ocasionales en Canadá pueden no tener «ningún mínimo de horas garantizadas», «ninguna obligación del empresario para proporcionar trabajo», y la paga puede ser «prorrateada según las horas trabajadas».

## España
La figura más cercana al contrato de cero horas en el ordenamiento laboral español es el contrato a tiempo parcial. Sin embargo, esta modalidad tiene exigencias legales como la especificación de si la jornada es partida o no, la existencia de horas complementarias o, con una antelación razonable, el aviso a la persona trabajadora de que deberá acudir a su puesto.

## Nueva Zelanda
En 2015 el programa televisivo Campbell Live reveló que grandes compañías de restauración como Burger King, McDonald's, Kentucky Fried Chicken, Starbucks, Pizza Hut, Carl's Jr. (en establecimientos pertenecientes a la empresa neozelandesa Restaurant Brands), Sky City y Hoyts, utilizaban contratos de cero horas para reducir costes. El 9 de abril de ese año Restaurant Brands acordó terminar con ese tipo de contratos.
Una ley que prohibía los contratos de cero horas fue unánimemente aprobada por el parlamento neozelandés el 10 de marzo de 2016 y entró en vigor el 1 de abril.